# Jearl Miles-Clark
Jearl Miles-Clark, född 4 september 1966 i Gainesville, Florida, är en amerikansk före detta friidrottare (kortdistanslöpning).
Miles-Clark tävlade huvudsakligen på distansen 400 meter och har ett VM-guld på distansen från Stuttgart 1993. Miles-Clark har även ingått i det amerikanska stafettlag som vann guld vid både OS 1996 och OS 2000 samt fyra VM-guld. 
Miles-Clarks personliga rekord på 400 meter är 49,40 sekunder.